# Andrew J. Hinshaw
Andrew Jackson Hinshaw, född 4 augusti 1923 i Dexter i Missouri, död 21 januari 2016 i San Bernardino County i Kalifornien, var en amerikansk politiker (republikan). Han var ledamot av USA:s representanthus 1973–1977.
Hinshaw tillträdde 1973 som kongressledamot. Efter två mandatperioder i representanthuset efterträddes han 1977 av Robert Badham.